# Rafaládes
Rafaládes (grec moderne : Ραφαλάδες) est une localité située dans le dème de Corfou-Nord, dans le district régional de Corfou, dans la périphérie des Îles Ioniennes, en Grèce.
Selon le recensement de 2021, elle compte 10 habitants.